# Oxyaenodonta
Die Oxyaenodonta (teilweise auch Oxyaenida) sind eine ausgestorbene Gruppe fleischfressender Säugetiere, die in Nordamerika, Europa und Asien vorkamen. Sie erschienen mit dem nordamerikanischen, katzengroßen Tytthaena schon im Mittleren Paläozän und starben in Nordamerika schon im Mittleren, in Europa und Asien mit dem Ende des Eozäns aus.

## Merkmale

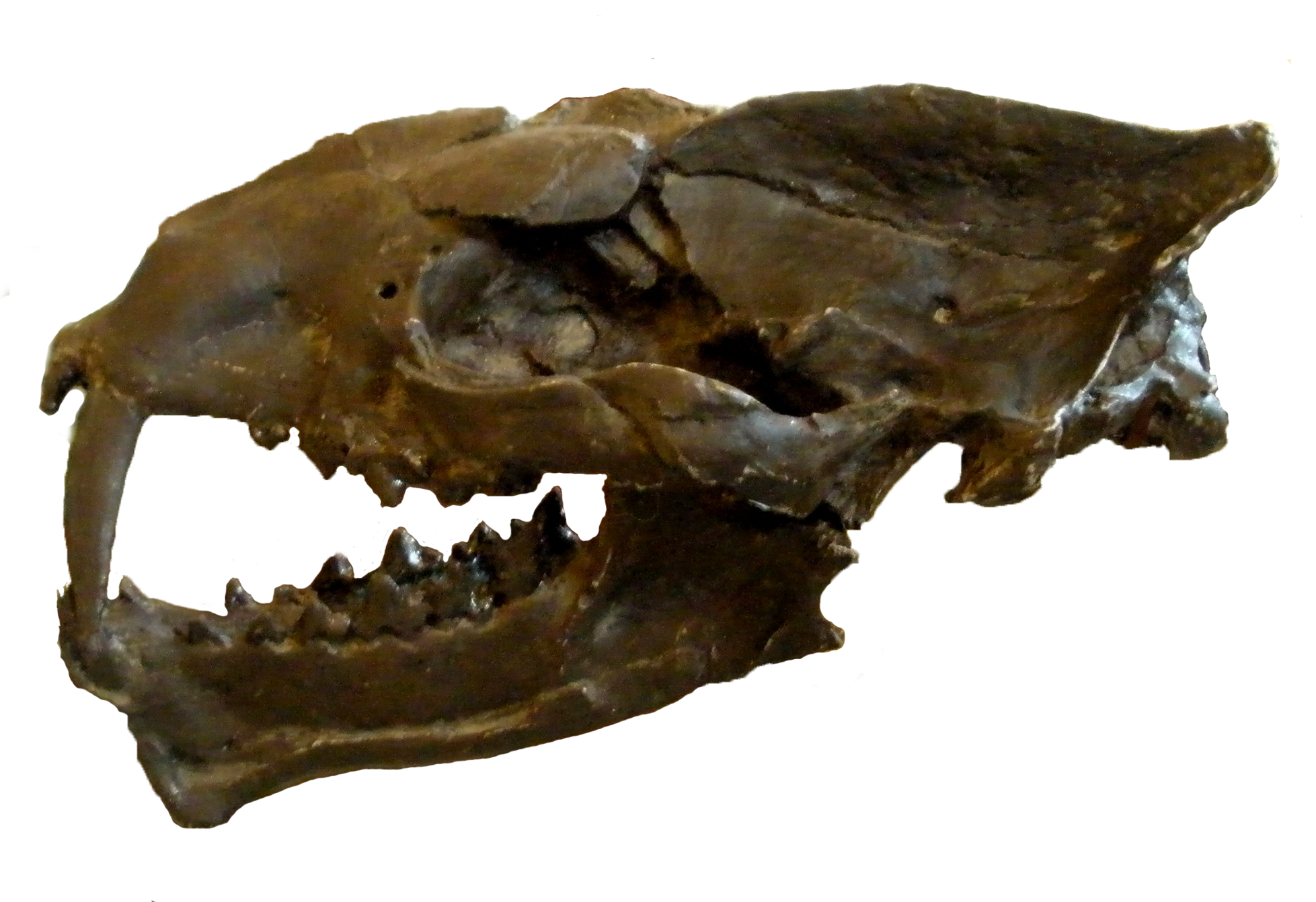
Schädel von Machaeroides

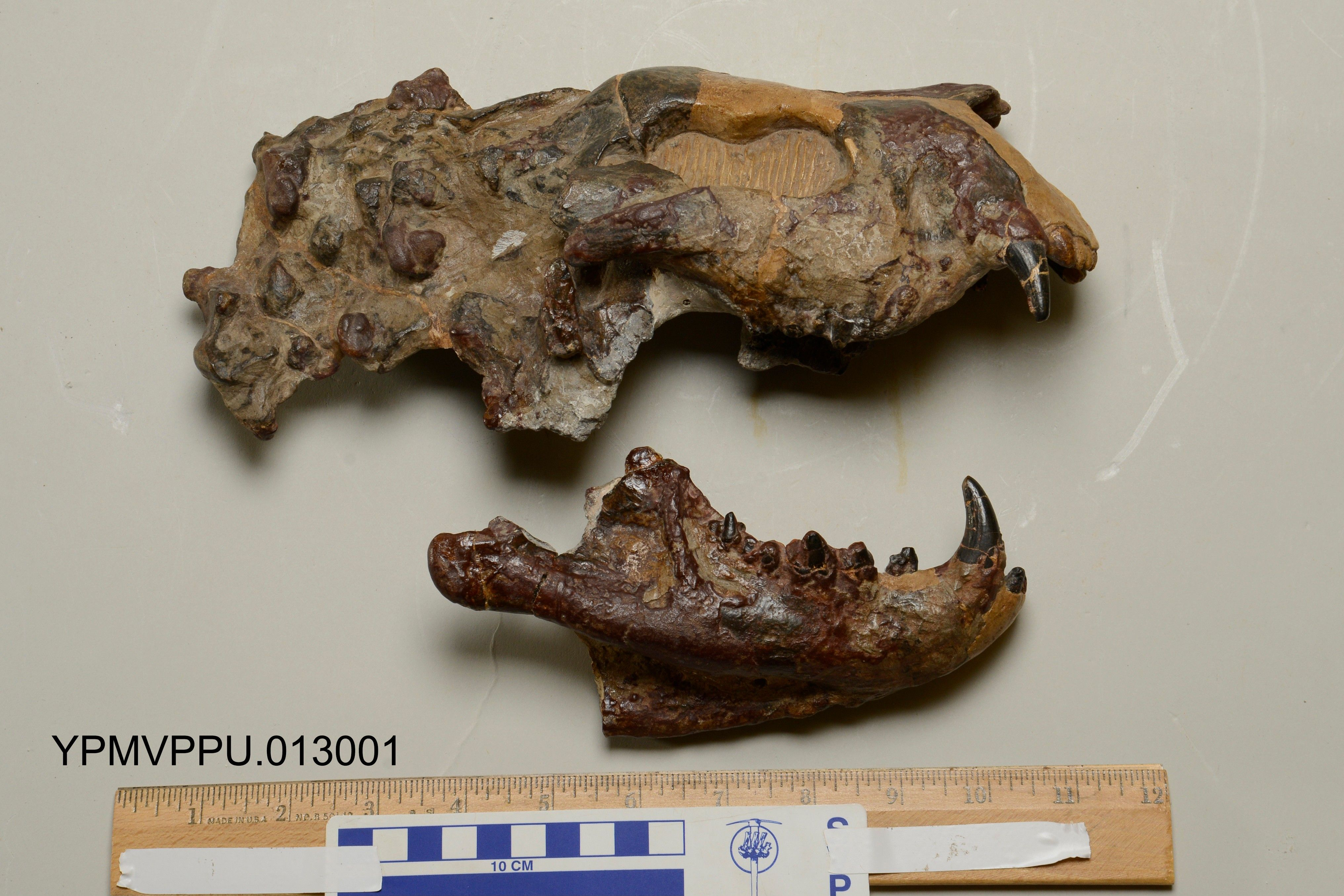
Schädelfragment von Palaeonictis

Die Oxyaenodonta hatten eine äußere Ähnlichkeit mit den heutigen Katzen, Schleichkatzen und Mardern, mit denen sie aber nicht näher verwandt sind. Ihr Körper war langgestreckt, Beine und Schwanz waren kurz. Sie waren Sohlengänger und nicht an schnelles Laufen angepasst. Die Beweglichkeit ihrer Füße ermöglichte es ihnen aber, auf Bäume zu klettern.
Ihre Kiefer beherbergten ein Brechscherengebiss, das bei den kleineren Formen aus dem Paläozän noch nicht so weit entwickelt war wie bei späteren Gattungen. Die Brechschere wurde bei den Oxyaenodonta von der gesamten Backenzahnreihe gebildet, mit Betonung auf dem ersten Backenzahn (Molar) im Oberkiefer und dem zweiten Backenzahn im Unterkiefer. Bei den möglicherweise verwandten Hyaenodontidae hatten der zweite Backenzahn im Oberkiefer und der dritte im Unterkiefer eine größere Bedeutung, bei den rezenten Raubtieren der vierte Prämolar im Oberkiefer und der erste Backenzahn im Unterkiefer.
Wahrscheinlich waren die Oxyaenodonta opportunistische Fleischfresser, die kleinere Säugetiere, Vögel, Insekten und Eier fraßen, ähnlich wie die Schleichkatzen heute. Dipsalodon aus dem späten Paläozän und Palaeonictis aus derselben Zeit und dem frühen Eozän hatten kräftigere Kiefer und robuste, an das Zerbrechen von Knochen angepasste Zähne. Sie könnten Aasfresser gewesen sein. Während frühe Oxyaenodonta eher klein waren und zwischen 3 und 8 kg wogen, war Oxyaena etwa so groß wie ein Wolf, und der nur von einem unvollständigen, etwa 20 cm langen Kiefer bekannte Palaeonictis peloria war der größte Fleischfresser in seinem Habitat.

## Äußere Systematik
Die Oxyaenodonta wurden ursprünglich zusammen mit den hunde- bzw. hyänenähnlichen Hyaenodonta in die Ordnung der Creodonta, im Deutschen auch Urraubtiere genannt, gestellt und dort unter Oxyaenidae auf Familienebene geführt. Die Oxyaenodonta erschienen bereits im Mittleren Paläozän in der fossilen Überlieferung und starben früher als die Hyaenodonta wieder aus. Im Gegensatz zu den weiter verbreiteten Hyaenodonta beschränkten sich die Oxyaenodonta mit wenigen eurasischen Ausnahmen auf den nordamerikanischen Kontinent. Beide Gruppen teilen kaum Synapomorphien, so dass die Gültigkeit des Taxons Creodonta bezweifelt wird. Zusammen mit den rezenten Raubtieren (Carnivora) und den Schuppentieren (Manidae) bilden die Oxyaenodonta und die Hyaenodonta das Taxon Ferae. Die Bezeichnung Oxyaenodonta wurde 1971 von Leigh Van Valen vorgeschlagen, der die Creodonta in seinen phylogenetischen Untersuchungen als  nicht monophyletisch herausstellte.

## Innere Systematik

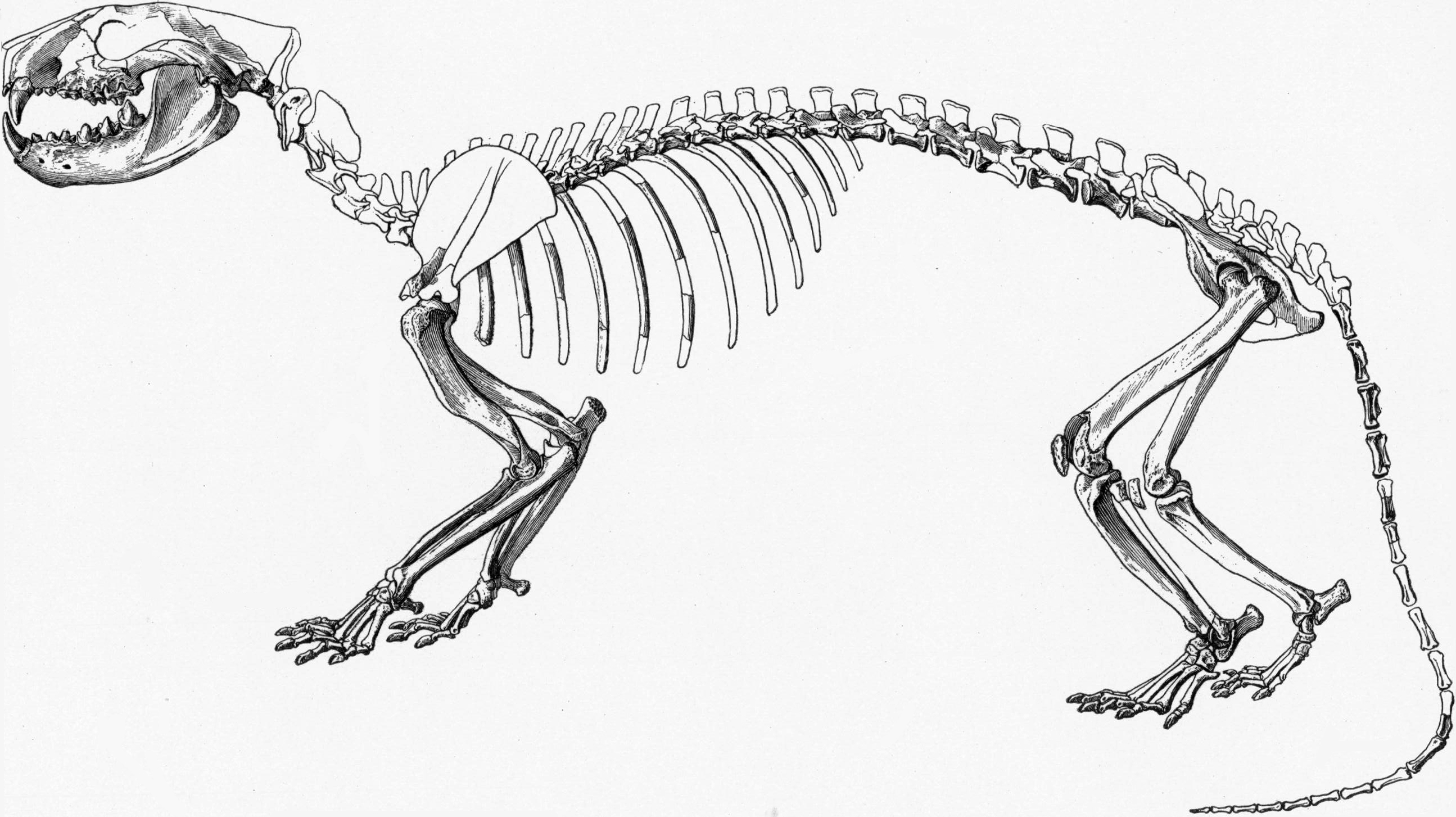
Skelett von Oxyaena

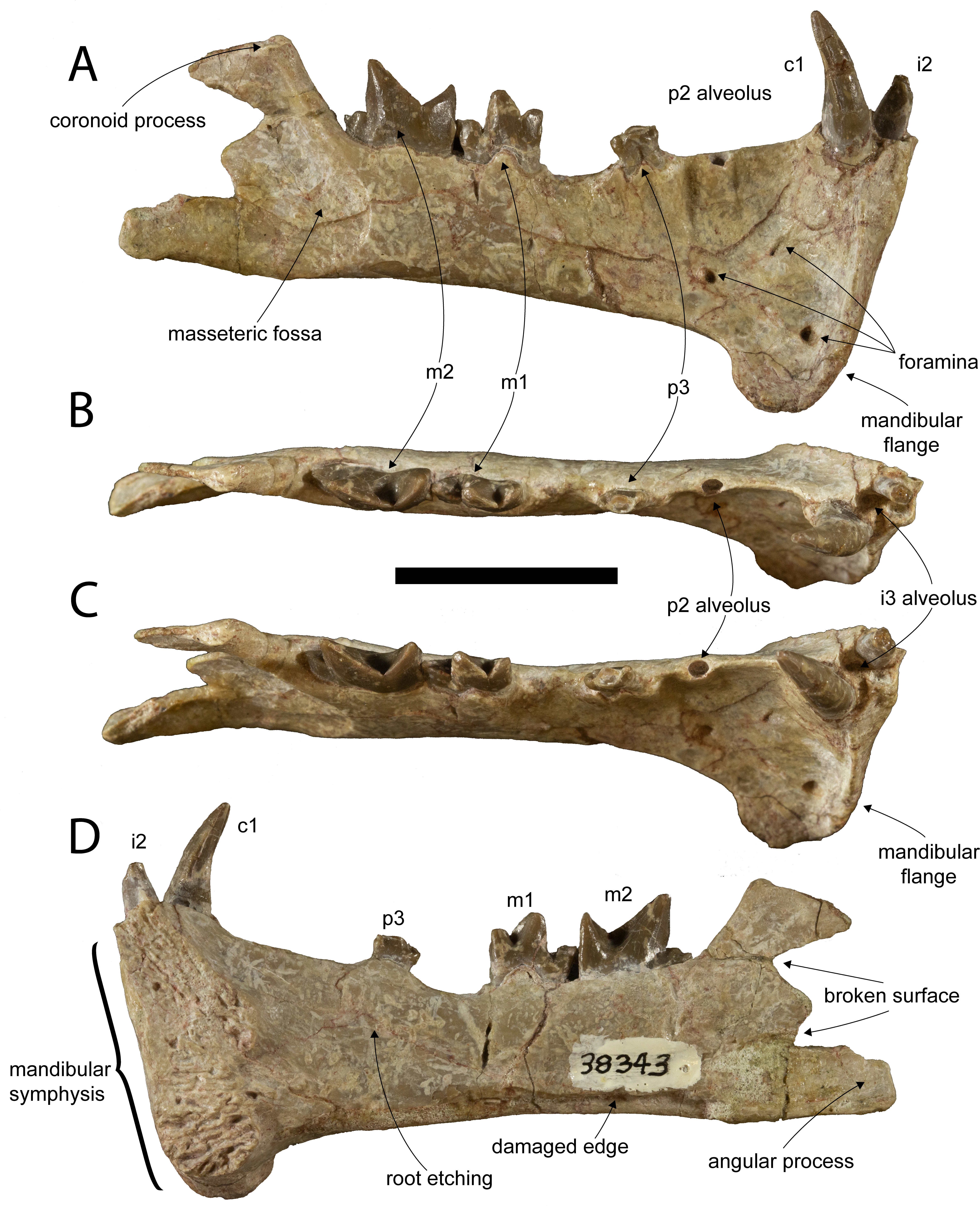
Unterkiefer von Diegoaelurus

Die Ordnung der Oxyaenodonta gliedert sich folgendermaßen:
- Ordnung Oxyaenodonta Van Valen, 1971

- Familie Oxyaenidae Cope, 1877

- Unterfamilie Tytthaeninae Gunnell & Gingerich, 1991

- Tytthaena Gingerich, 1980

- Unterfamilie Ambloctoninae Cope, 1877

- Ambloctonus Cope, 1875
- Palaeonictis de Blainville, 1842
- Dipsalodon Jepsen, 1930
- Dormaalodon Lange-Badré, 1987

- Unterfamilie Oxyaeninae Cope, 1877

- Dipsalidictis Matthew & Granger, 1915
- Malfelis Stucky & hardy, 2007
- Oxyaena Cope, 1874
- Patriofelis Leidy, 1870
- Protopsalis Cope, 1880
- Sarkastodon Granger, 1938

- Unterfamilie Machaeroidinae Matthew, 1909

- Apataelurus Scott, 1937
- Diegoaelurus Zack, Poust & Wagner
- Machaeroides Matthew, 1909

Die Ambloctoninae werden unter Umständen auch in der Unterfamilie der Palaeonictinae geführt, welche 1938 eingeführt worden war. Innerhalb der Unterfamilie gilt Dormaalodon teilweise als synonym zu Palaeonictis. Die Zugehörigkeit der Machaeroidinae zu den Oxyaenodonta ist unsicher, da die Gruppe auch manchmal in einer näheren Beziehung zu den Limnocyoninae gesehen wird, welche wiederum einen Teil der Hyaenodonta bilden. Allerdings spricht eine Analyse eines nahezu vollständigen Skelettes aus Utah, die 2018 veröffentlicht wurde, für eine engere Bindung der Machaeroidinae an die Oxyaenodonta.